# Can Pont
Can Pont és una masia del municipi de Vilanova de Sau (Osona) inclosa en l'Inventari del Patrimoni Arquitectònic Català. Situada al Pla de La Pineda, al costat del camí que segueix fins a Sau Nou.

## Descripció
Masia de planta quadrada coberta a dues vessants, amb el carener perpendicular a la façana la qual es troba orientada a migdia. Consta de planta baixa i primes pis. S'hi observen dues etapes constructives, en la segona de les quals s'afegí un cos a la part nord quedant l'estructura quadrada. La façana presenta un portal rectangular amb llinda de fusta i dues finestres. A ponent s'hi obren quatre finestres, algunes emmarcades amb pedra picada. A llevant, s'hi obren dues mes, mentre a tramuntana s'inscriu un portal i dues finestres. És construïdes gres i granit vermell, mentre els escaires i obertures presenten el mateix material, però, repicat. La façana és arrebossada deixant les obertures amb pedra vista.

## Història
Masia situada dins de la demarcació de l'antiga parròquia de Vilanova de Sau, dins del terme civil de Sau. A partir del segle xvi, aquest terme, començar a experimentar un creixement demogràfic que culminà als segles XVIII-XIX. Amb el període comprés entre aquests quatre segles passà de tenir 2 masos a tenir-ne 101. És fàcil que Can Pont es construís durant aquest període. Moltes d'aquelles masies han desaparegut i no en queden ni les runes. Sortosament Can Pont s'ha conservat malgrat haver perdut les primitives funcions agrícoles.
El Nomenclàtor de 1860 la descriu com Masia (casa de labor), que situada a 2 km de la capital de l'ajuntament, una casa de dos plantes habitada constantment.
Apareix mencionat al nomenclàtor del 1982 com a "Masia casa de labranza".